# Hluboká (Kdyně)
Hluboká (německy Hluboken) je vesnice, část města Kdyně v okrese Domažlice v Plzeňském kraji. Nachází se asi 3,5 kilometru jihovýchodně od Kdyně. Vede tudy silnice I/22 a cyklotrasa č. 2051. Ve vsi stojí kaple zasvěcená svatému Antonínovi, funguje zde mateřská škola, koupaliště, dva rybníky a působí sbor dobrovolných hasičů. Hluboká leží v katastrálním území Hluboká u Kdyně o rozloze 4,76 km². V katastrálním území se nachází i osada Vítovky.

## Historie
První písemná zmínka o vesnici pochází z roku 1404.

## Obyvatelstvo
| Rok            | 1869 | 1880 | 1890 | 1900 | 1910 | 1921 | 1930 | 1950 | 1961 | 1970 | 1980 | 1991 | 2001 | 2011 | 2021 |
| -------------- | ---- | ---- | ---- | ---- | ---- | ---- | ---- | ---- | ---- | ---- | ---- | ---- | ---- | ---- | ---- |
| Počet obyvatel | 550  | 647  | 614  | 645  | 708  | 641  | 716  | 520  | 491  | 444  | 396  | 401  | 341  | 373  | 350  |
| Počet domů     | 76   | 84   | 83   | 96   | 88   | 98   | 123  | 139  | 133  | 131  | 116  | 135  | 140  | 153  | 154  |

## Obecní správa
Při sčítání lidu v letech 1850–1971 Hluboká byla samostatnou obcí v okrese Domažlice. Od 26. listopadu 1971 je částí města Kdyně v okrese Domažlice, kdy se konaly městské volby.